# Esquimalt
Esquimalt är en ort i Kanada.   Den ligger i Capital Regional District och provinsen British Columbia, i den södra delen av landet, 3 600 km väster om huvudstaden Ottawa. Esquimalt ligger 38 meter över havet och antalet invånare är 16 840.
Terrängen runt Esquimalt är platt österut, men åt nordväst är den kuperad. Havet är nära Esquimalt söderut.Trakten är tätbefolkad. Närmaste större samhälle är Victoria, 3,1 km öster om Esquimalt. 